# Nagybárkány
Nagybárkány is een plaats (község) en gemeente in het Hongaarse comitaat Nógrád. Nagybárkány telt 699 inwoners (2001).

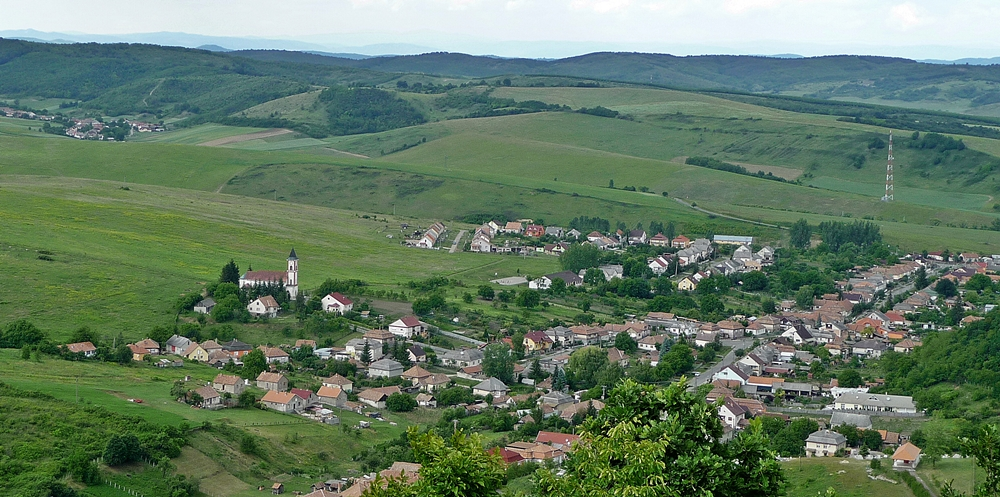
Nagybárkány
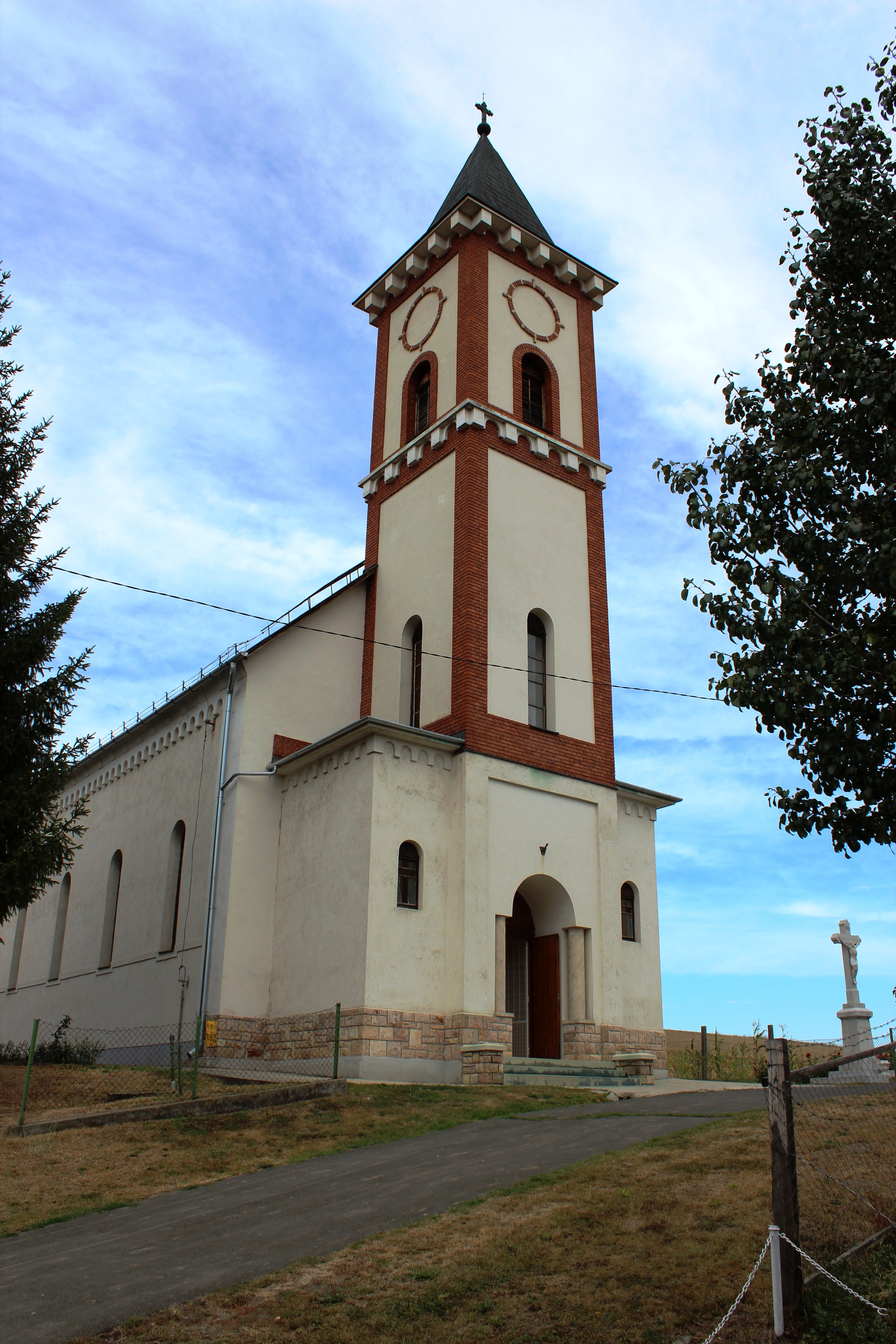
St. Martinuskerk in Nagybárkány
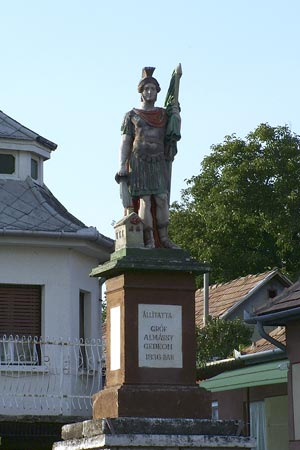
Standbeeld van Florian Szobor in Nagybárkány